# Tofieldia okuboi
Tofieldia okuboi är en kärrliljeväxtart som beskrevs av Tomitaro Makino. Tofieldia okuboi ingår i släktet kärrliljor, och familjen kärrliljeväxter. Inga underarter finns listade.

## Bildgalleri

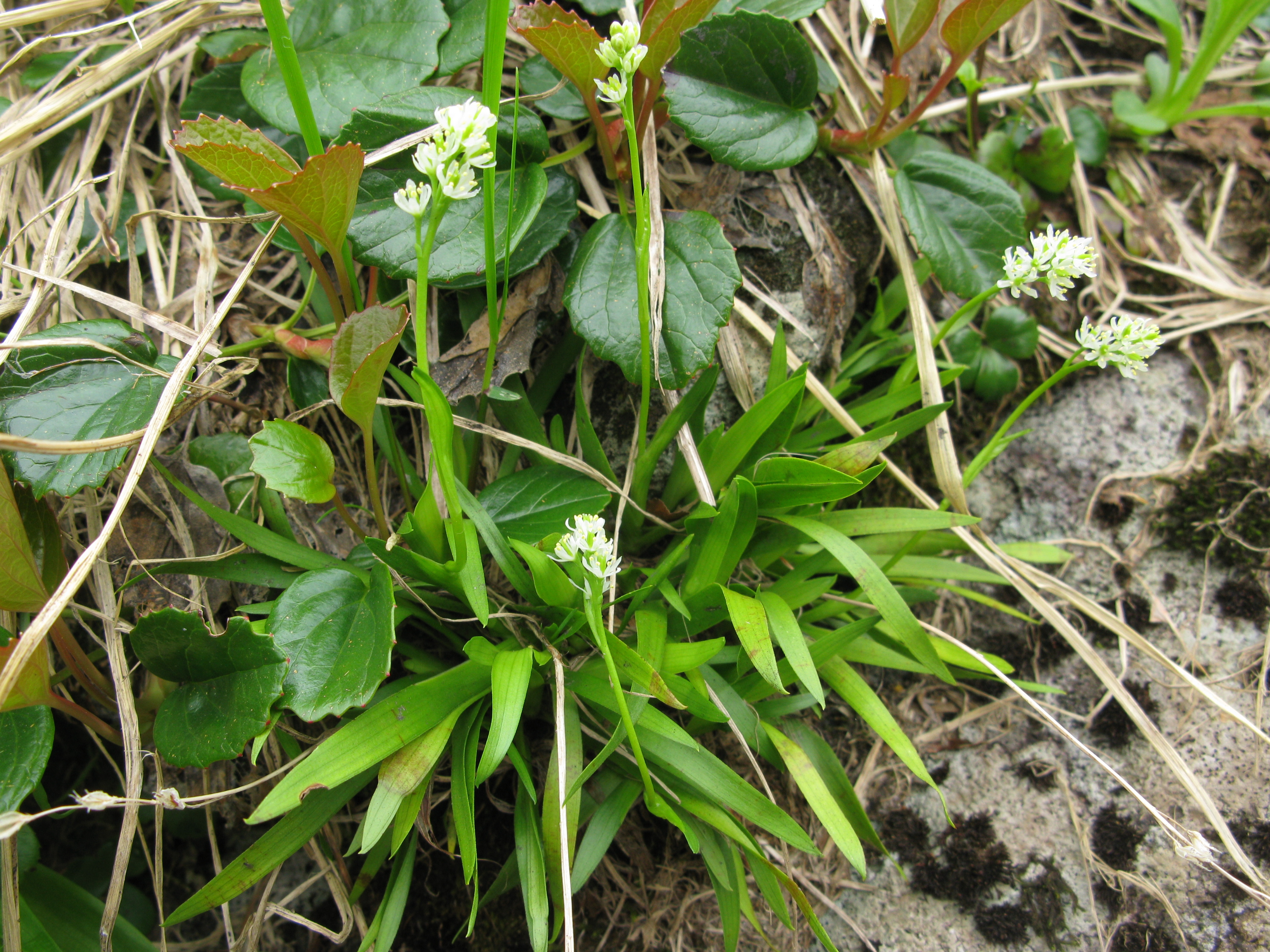
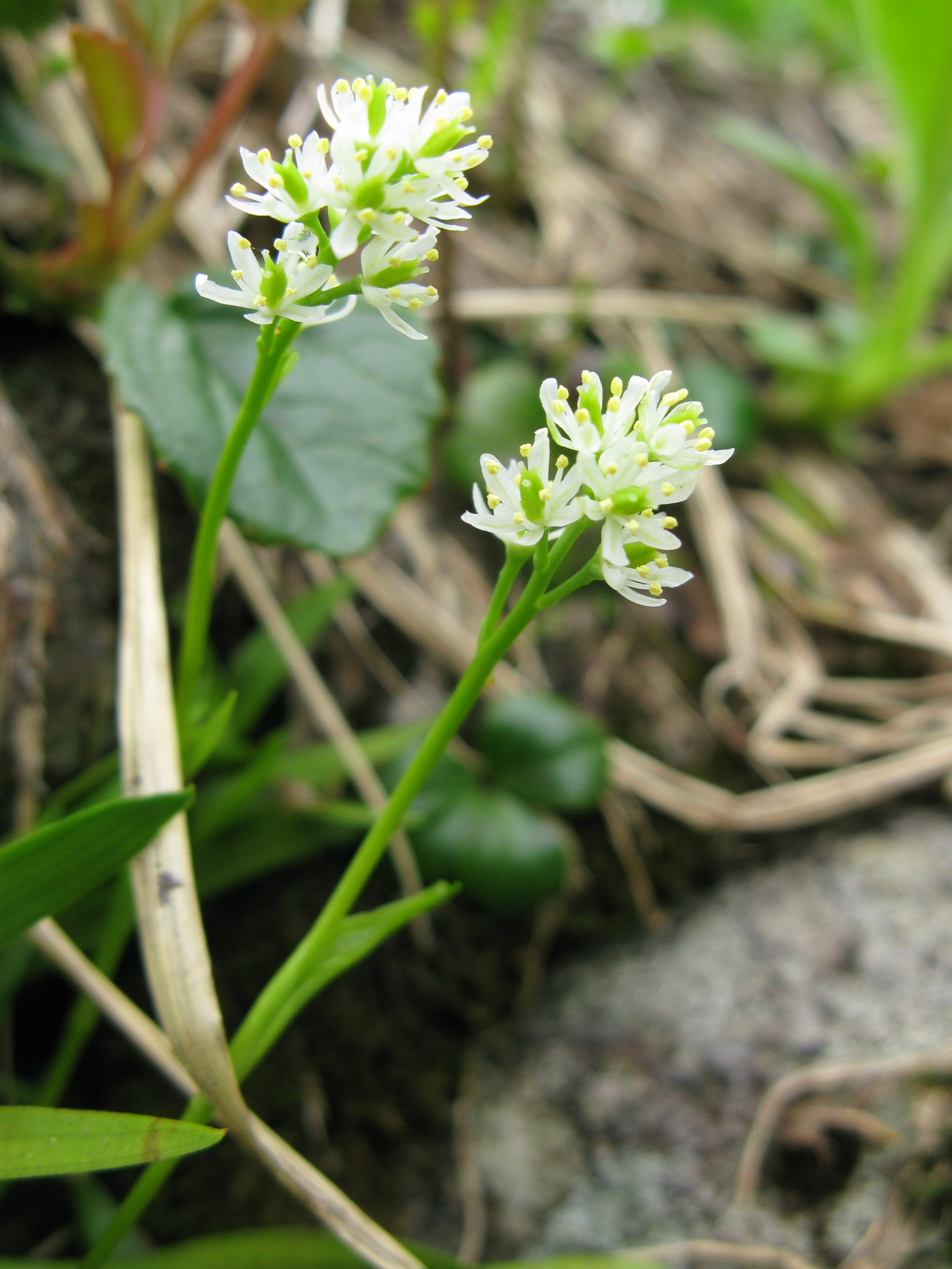
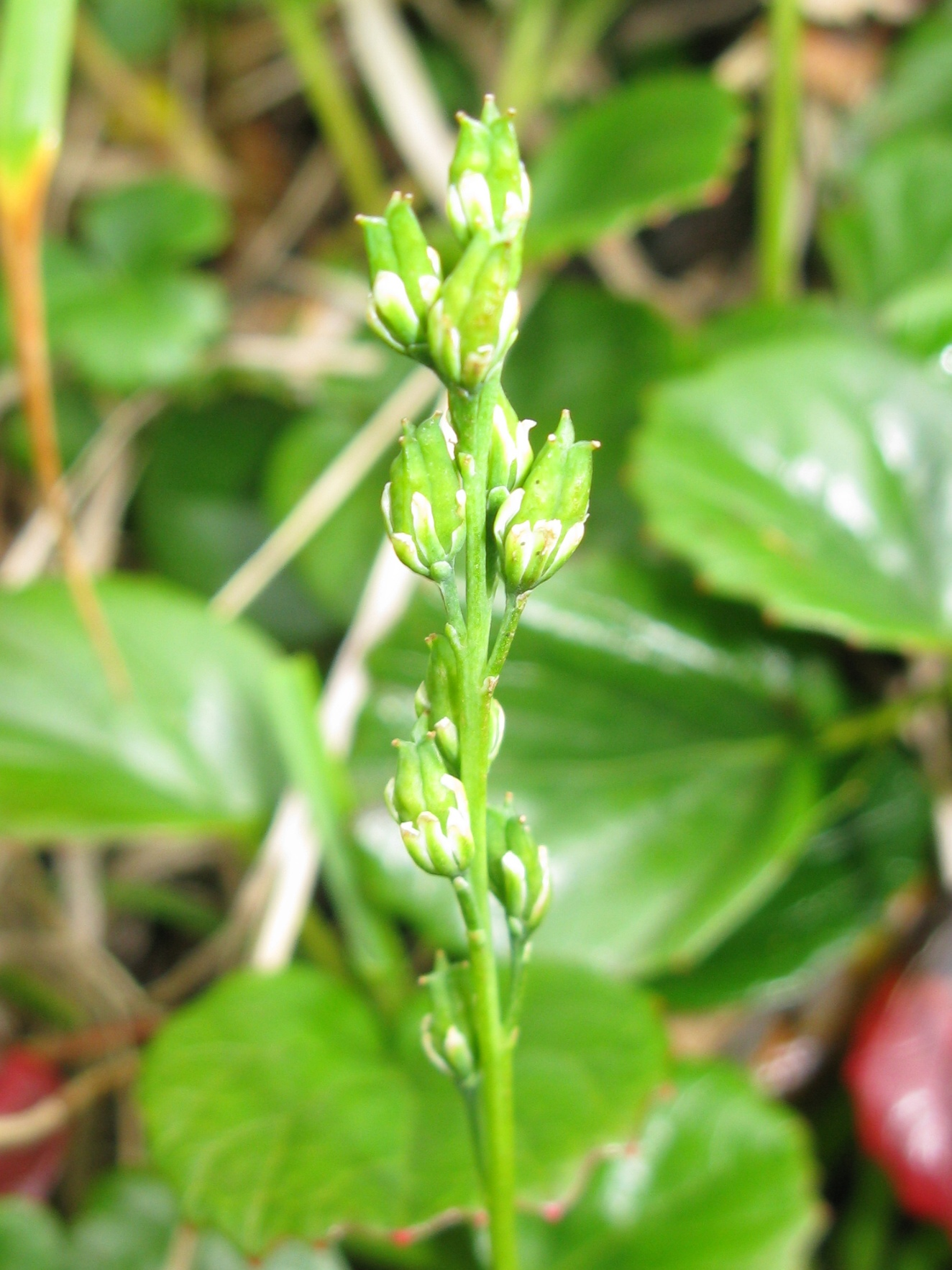